# フアン・ロマン・リケルメ
フアン・ロマン・リケルメ（Juan Román Riquelme, 1978年6月24日 - ）は、アルゼンチン・ブエノスアイレス州ティグレ・パルティードドン・トルクアト出身の元サッカー選手。現役時代のポジションはミッドフィールダー。元アルゼンチン代表。現在はボカ・ジュニアーズ会長。
1996年にボカ・ジュニアーズからデビュー。2002年にスペインに渡り、FCバルセロナとビジャレアルCFでプレーした後、2008年には古巣ボカ・ジュニアーズに復帰した。アルゼンチン代表としては、コパ・アメリカ1999、2006 FIFAワールドカップ、北京オリンピックなどに出場した。アルゼンチン年間最優秀選手賞を4回受賞しており、2001年には南米年間最優秀選手賞を受賞した。リケルメ自身ほぼ自分のポジションから動かず、自らの出す極めて精度の高いパスで味方選手を動かすという現在のサッカー界ではほとんど絶滅してしまったプレースタイルの持ち主であり、その古めかしさからしばしば「恐竜」というあだ名で呼ばれている。

## クラブ経歴

### ユース時代
ブエノスアイレスの北部郊外にあるティグレ・パルティードの、貧困者が多く住む町の質素で貧しい家庭に、11人兄弟の長男として生まれた。リケルメの誕生日（1978年6月24日）はアルゼンチンで開催された1978 FIFAワールドカップの大会期間中であり、翌日の6月25日にエル・モヌメンタルで行われた決勝では、マリオ・ケンペスなどの活躍によりアルゼンチン代表がオランダ代表を破って優勝を決めた。地元のドン・トルクアト市からほど近いサン・フェルナンド市でサッカーを始め、1992年にAAアルヘンティノス・ジュニアーズのジュニアチームのトライアルを受ける機会を得た。アルヘンティノスではセンターハーフとしてプレーし、ユースチーム時代にはボカ・ジュニアーズやCAリーベル・プレートから注目を浴びた。1995年、アルヘンティノスのU-20チームからボカのU-20チームに移籍し、アルヘンティノスには移籍金80万ドルが支払われた。

### ボカ・ジュニアーズ
ボカでトップ下に転向した。トップチームのカルロス・ビラルド監督に見出され、1996年11月11日、CAウニオン戦 (2-0) でトップチームデビューし、2週間後のCAウラカン戦 (6-0) ではトップチーム初得点を挙げた。1998年にはカルロス・ビアンチ監督が就任し、背番号10を手渡されてレギュラーに定着。アペルトゥーラ1998でリーグ戦自身初優勝を飾り、クラウスーラ1999でも優勝して1998-99シーズンは前後期制覇を遂げた。2000年のコパ・リベルタドーレスでは、ラウンド16でCDエル・ナシオナル（エクアドル）、準々決勝でリーベル、準決勝でクラブ・アメリカ（メキシコ）、決勝でSEパルメイラス（ブラジル）を下して南米王者に輝いた。アペルトゥーラ2000でも優勝したほか、同年末に日本で開催されたトヨタカップではレアル・マドリード（スペイン）を下して優勝し、2000年は国内外で3冠を達成した。2001年にはコパ・リベルタドーレスで2連覇を果たしたが、インターコンチネンタルカップではバイエルン・ミュンヘン（ドイツ）に敗れて2連覇を逃した。ボカでの在籍期間の終盤にはマウリシオ・マクリ会長との確執があり、ヨーロッパのクラブへの移籍を要求してリーグ戦出場を拒否する行動に出た。

### バルセロナ
2002年11月後半、移籍金1100万ユーロでスペインのFCバルセロナに移籍した。この契約直前には弟の誘拐事件が起こり、リケルメ自らが解放交渉を行った。身代金を支払って弟は解放されたが、この事件がボカ退団の理由のひとつであったと後に語っている。バルセロナでは背番号10番を渡されたが、ルイ・ファン・ハール監督はリケルメの獲得を「政治的な契約」であると語り、彼を冷たくあしらった。出場機会は少なく、不慣れなウイングとしても起用された。その多くが途中出場だったためにボカ時代のプレーからは程遠く、トップチームでのポジションを失っていった。コパ・デル・レイ要員となり、珍しく先発で起用されたUEFAチャンピオンズリーググループリーグのクラブ・ブルッヘ戦では決勝点を挙げた。ファン・ハール解任後に就任したラドミル・アンティッチ監督からも信頼を勝ち取れず、不本意な成績で2002-03シーズンを終えた。2003年夏にはロナウジーニョが加入したことで背番号10番を剥奪され、EU外選手枠を超えたためにトップチームの練習から締め出された。戦術面では相容れないリケルメとファン・ハールだったが、「プロフェッショナルだなと思ったのは、いったんクラブの外に出たらとても親切に接してくれたこと。長男が生まれたときは、直々に出産祝いのプレゼントをくれたんだ」と振り返っている。

### ビジャレアル

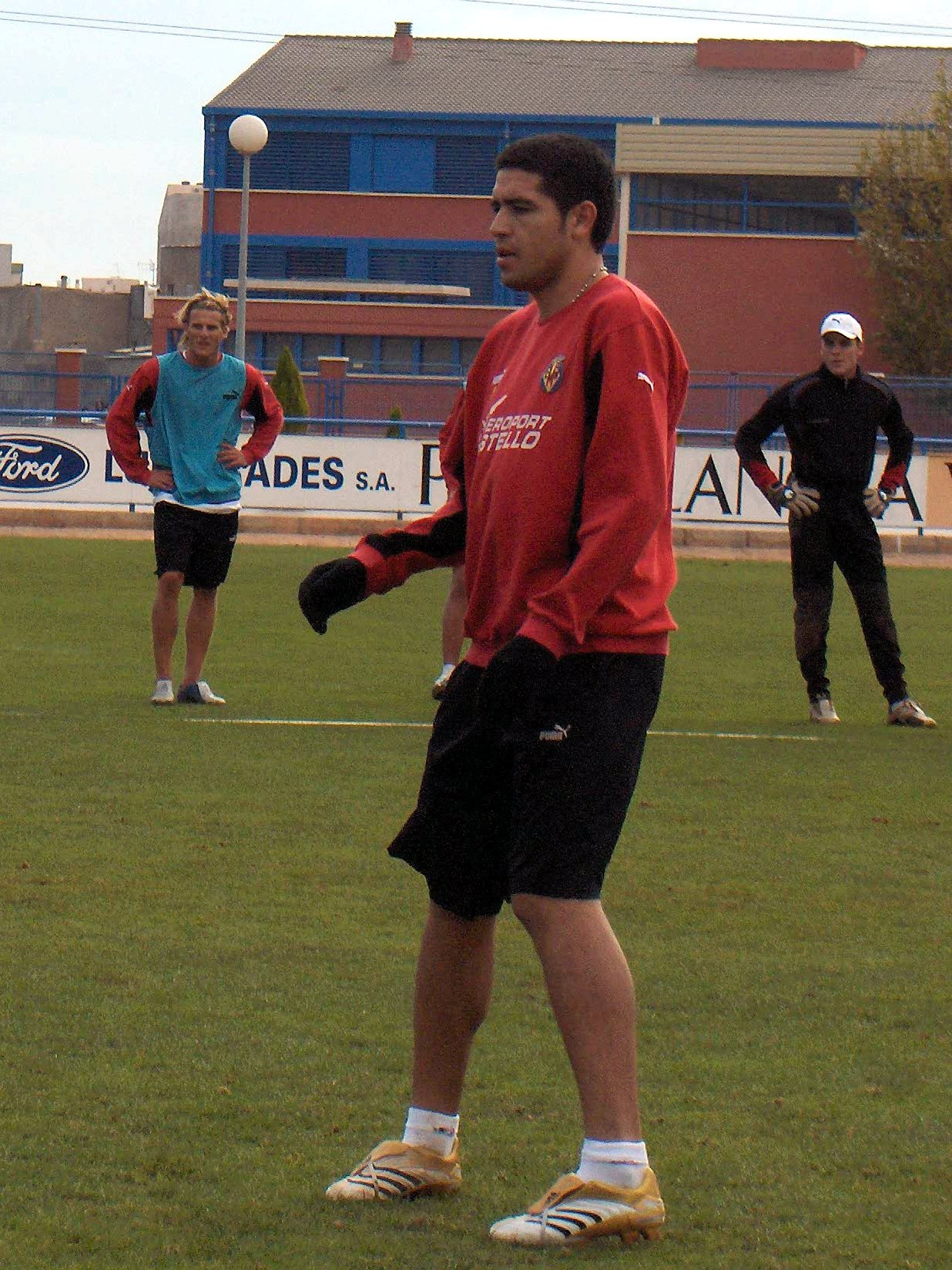
ビジャレアル時代のリケルメ

2003年8月、同じプリメーラ・ディビシオンのビジャレアルCFにレンタル移籍した。ボカ時代にチームメイトだったセバスティアン・バタグリアとルシアーノ・フィゲロアと再会し、さらにビジャレアルにはロドルフォ・アルアバレーナやフアン・パブロ・ソリンなどのアルゼンチン人選手も在籍していた。ベニート・フローロ監督がシーズン途中に退任し、チリ人のマヌエル・ペレグリーニ監督が就任すると、チームのキープレーヤーとして輝きを取り戻した。2003-04シーズンには33試合に出場して8得点し、UEFAカップではクラブ最高位のベスト4となった。2004年夏には本人の希望により、ユニフォームのネームを「RIQUELME」からボカ時代に慣れ親しんだ「ROMAN」に変更。2004-05シーズンはUEFAカップでベスト8となったほか、リーグ戦では35試合に出場して15得点し、25得点を挙げたディエゴ・フォルランが得点王に輝いた。ビジャレアルはクラブ史上最高位の3位となり、UEFAチャンピオンズリーグ予選3回戦の出場権を獲得した。マルカ紙は「もっとも芸術的な選手」にリケルメを選出し、またFIFA最優秀選手賞にノミネートされた。
2005年夏にバルセロナからのレンタル期間が終了したが、ビジャレアルはバルセロナに800万ユーロを支払って保有権の75%を購入し、リケルメと4年契約を結んだ。クラブ間の契約書には、ビジャレアルから他クラブに移籍した際に発生する移籍金の25%がバルセロナに支払われるという条項が加えられた。2005-06シーズンのUEFAチャンピオンズリーグではマンチェスター・ユナイテッドFC（イングランド）、SLベンフィカ（ポルトガル）、リール（フランス）と同組となり、初出場のビジャレアルはグループ首位での決勝トーナメント進出を決めた。グループ2位にはベンフィカが入り、強豪マンチェスター・ユナイテッドをグループリーグ敗退に追いやっている。バルセロナへの移籍金はリケルメの活躍次第で1000万ユーロまで上昇する条項が設けられており、①UEFAチャンピオンズリーグでグループリーグを突破する、②2005-06シーズンのリーグ戦を4位以内で終える、③2006-07シーズンのリーグ戦を4位以内で終える、の3つの場合にそれぞれ100万ユーロが支払われることになっていたが、ビジャレアルは①のみクリアしたため、計100万ユーロが移籍金に上乗せされている。UEFAチャンピオンズリーグの決勝トーナメント1回戦ではレンジャーズFC（スコットランド）、準々決勝ではインテル（イタリア）を破り、準決勝ではアーセナルFC（イングランド）と対戦したが、2ndレグの終盤にリケルメが蹴ったPKがイェンス・レーマンに止められ、スコアレスドローに終わった。1stレグに0-1で敗れていたため、2戦合計0-1でビジャレアルの敗退が決まった。2006年5月7日にエスタディオ・サンティアゴ・ベルナベウで行われたレアル・マドリード戦は、ジネディーヌ・ジダンにとってレアル・マドリードでの最後のホームゲームとなった。試合終了後の記者会見でジダンはリケルメのプレーを称賛しており、ふたりは更衣室への通路でユニフォーム交換を行なった。
2006年9月24日、エスタディオ・エル・マドリガルでのレアル・サラゴサ戦 (3-2) でシーズン初得点を挙げた。2006-07シーズン前半戦には他の選手、ペレグリーニ監督、クラブの首脳陣と確執を起こし、リーグ戦では13試合の出場にとどまり、コパ・デル・レイでは出場機会なしに終わった。

#### ボカへのレンタル移籍
2007年2月、6月30日までの契約で古巣ボカにレンタル移籍した。2月17日、クラウスーラ2007のCAロサリオ・セントラル戦 (1-1) でデビューを飾り、3月9日のCAインデペンディエンテ戦 (1-1) の54分に移籍後初得点となる同点ゴールを決めた。同年のコパ・リベルタドーレスでは、3月22日に行なわれたデポルティーボ・トルーカFC戦 (3-0) で初得点を挙げた。ボカはグループリーグで勝ち点10を獲得し、グループ2位で決勝トーナメント進出を決めた。ラウンド16ではCAベレス・サルスフィエルドと対戦し、1stレグ (3-0) の試合開始1分に先制点を挙げて勝ち上がりに貢献。準々決勝ではリベルタ（パラグアイ）と対戦し、2ndレグの61分に先制点を挙げた。準決勝のククタ・デポルティーボFC戦（コロンビア）2ndレグでは、直接フリーキックで先制点を挙げて勝利に貢献した。決勝ではグレミオ（ブラジル）と対戦した。1stレグの18分には、リケルメが蹴ったフリーキックからロドリゴ・パラシオの先制点が生まれ、73分には直接フリーキックを決めてホームでの勝利に貢献した。2ndレグでは後半に2得点し、クラブとして6度目の同大会制覇に大きく貢献。2試合の5得点すべてに絡む活躍を見せ、ファーストレグ・セカンドレグのそれぞれでマン・オブ・ザ・マッチに選出された。

#### 短期間のビジャレアル復帰
ボカへのレンタル移籍期間が満了し、2007年7月にはビジャレアルに復帰した。ボカはリケルメの完全移籍を希望してオファーを出したが、8月にはリケルメとの再契約を断念したと報じられた。しかし数日後には状況が一変し、フアン・カルロス・クレスピ会長は「10日以内」にリケルメを取り戻す自信を表した。ビジャレアルはリケルメの移籍金として、400万ユーロ、ロドリゴ・パラシオ、マウロ・ボセーリかホナタン・マイダナの保有権の50%を要求したが、ボカはこのオファーを拒否した。8月30日、アトレティコ・マドリードがビジャレアルに800万ユーロのオファーを提示したが、移籍期限いっぱいまでもつれた移籍交渉は決裂し、リケルメはビジャレアル残留となった。背番号は8番から16番に変更され、背番号8番はビジャレアル生え抜きのサンティ・カソルラに引き継がれた。

### ボカ・ジュニアーズ復帰

#### 2007-08シーズン
2007年11月26日、2008年1月の移籍市場でボカに完全移籍することがビジャレアルから認められ、ボカとは2010年までの契約を結んだ。ボカは1500万ドルを支払い、ビジャレアルは2007-08シーズンのリケルメの年俸（約300万ユーロ）を支払う。ボカがビジャレアルに支払った移籍金はアルゼンチン史上最高額となった。リケルメ自身は2007年末に行なわれるFIFAクラブワールドカップへの出場を希望したが、国際サッカー連盟 (FIFA) が定めた選手の登録期限が11月23日であり、大会への出場は認められなかった。それでも日本への遠征には帯同し、「裏方」としてチームを支える役回りを果たした。
クラウスーラ2008のCAロサリオ・セントラル戦 (1-1) で復帰後初出場し、5月4日、リーベルとのスーペルクラシコ (1-0) ではセバスティアン・バタグリアの決勝点をアシストしたが、クラウスーラ2008では10試合に出場して1得点を挙げるにとどまった。4月22日に行なわれたコパ・リベルタドーレスグループリーグのUAマラカイーボ戦 (3-0) では、10分にフリーキックでガブリエル・パレッタの先制点をアシストしたほか、74分にはリケルメ自身が駄目押しとなる得点を挙げた。ボカはグループ2位で決勝トーナメントに進出した。決勝トーナメント1回戦ではクルゼイロEC（ブラジル）と対戦し、1stレグ (2-1) では6分にアルバロ・ゴンサレスのパスから先制点を決めた。ボカは2試合合計4-2で勝利し、準決勝ではフルミネンセFC（ブラジル）と顔を合わせた。5月28日に行なわれた1stレグでは、12分にパラシオのパスから得点し、65分には直接フリーキックを決めた。リケルメは同大会で4得点を挙げたが、ボカは2戦合計3-5で敗れて準決勝敗退となった。

#### 2008-09シーズン
2008年8月にはレコパ・スダメリカーナでアルセナルFCと対戦し、2ndレグ (2-2) では91分に直接フリーキックを決めた。ボカは2試合合計5-3で勝利してトロフィーを獲得した。10月、チームメイトのフリオ・セサル・カセレスは母国パラグアイのラジオ局によるインタビューで、リケルメのプロ意識について疑問を投げかけ、両選手の対立が明らかになった。カセレスは「（リケルメは）全力で走っていない試合もある。彼は現状に満足してしまっているように見える。代表でプレーする時はクラブで見せる以上のやる気を出しているようだ」と主張した。リケルメはFox Sportsの電話インタビューに答え、「彼（カセレス）は僕がクラブにどういう気持ちを持っているのか知らない。試合前には他の選手と同じように気持ちを高めているし、北京オリンピックに出場することを選んだから、十分な休みも取っていない。北京オリンピックの決勝後にはすぐに空港に向かって、レコパ・スダメリカーナの決勝に駆け付けた」と述べた。さらに、「この話題はロッカールームの中に留めておくべきだった。彼はサッカー界の掟を破った」と付け加えた。10月21日にエル・モヌメンタルで行なわれたリーベルとのスーペルクラシコ (1-0) 後には、カセレスは対立について「過ぎ去ったこと」と述べ、「僕らの関係は改善されつつある」と述べた。アペルトゥーラ2008はCAサン・ロレンソ・デ・アルマグロ、CAティグレと三つ巴の争いとなり、3クラブが12勝3分4敗の勝ち点39で並んだため、3クラブによる優勝決定戦が行なわれた。ここでも1勝1敗で3クラブが並んだが、得失点差 (+1) でティグレ (0) やサン・ロレンソ (-1) を上回ったボカが優勝した。2009年のコパ・リベルタドーレスはラウンド16で敗退した。クラウスーラ2009は14位と低迷した。

#### 2009-10シーズン
2009年10月には年内絶望の怪我を負い、ボカはアペルトゥーラ2009でも11位という低調な成績に終わったため、2010年のコパ・リベルタドーレス出場権を逃した。なお、後にホルヘ・アモール・アメアル会長は、リケルメが2009年を無給で働いていたことを明かしている。2010年4月12日、アルセナルFC戦 (4-0) でボカの3点目を挙げた。

#### 2011-12シーズン
2011年6月12日、CAバンフィエルド戦 (1-1) でアペルトゥーラ2011に初出場した。8月15日のCAウニオン戦 (4-0) では83分にボカの3点目を挙げ、アペルトゥーラ2011での自身初得点を挙げた。ボカはアペルトゥーラ2011を19戦無敗で終えて勝ち点43を記録し、4年ぶりにリーグ優勝してコパ・リベルタドーレス出場権を獲得した。2012年2月2日、CBRサンタマリーナ戦 (1-1) でコパ・アルヘンティーナに初出場し、63分にフリーキックでファクンド・ロンカリアの同点ゴールをアシストした。試合はPK戦に持ち込まれ、4-3で勝利したボカが勝ち上がりを決めた。2月10日、クルブ・オリンポ戦 (2-0) でクラウスーラ2012に初出場。4日後にはサモラFC（ベネズエラ）戦 (0-0) に出場し、同年のコパ・リベルタドーレスに初出場した。2月26日のニューウェルズ・オールドボーイズ戦 (2-0) では、クラウスーラ2012での自身初得点となるボカの2点目を挙げた。2週間後のCAインデペンディエンテ戦 (4-5) でもボカの2点目を挙げ、さらにその2週間後のCAラヌース戦 (2-2) でもやはりボカの2点目を挙げた。41分のリケルメの得点により2-0とリードしたが、ボカは後半に2失点してラヌースと引き分けた。4月18日に行なわれたコパ・リベルタドーレスのサモラ戦では75分に駄目押しとなる得点を挙げ、この勝利で勝ち点を13として決勝トーナメント進出を決定させた。決勝トーナメント1回戦ではウニオン・エスパニョーラ（チリ）と対戦し、5月2日に行なわれた1stレグ (2-1) では25分に先制点を挙げ、90分にサンティアゴ・シルバの得点の起点となった。5月9日に行なわれ2ndレグ (3-2) では、26分にフリーキックでフアン・インサウラルデの得点をアシストし、50分にパブロ・モウチェの得点をアシストしたほか、68分には自身も得点を決めて見せた。準々決勝ではフルミネンセFC（ブラジル）と対戦。5月17日に行なわれた1stレグ (1-0) では、51分にモウチェが挙げた決勝点の起点となった。5月23日に行なわれた2ndレグは1-1の引き分けだったが、2戦合計2-1で準決勝進出を決めた。
2012年6月3日に行なわれたコパ・アルヘンティーナ準決勝ではプリメーラB・ナシオナル（2部）のCSデポルティーボ・メルロと対戦したが、57分には直接フリーキックを蹴ると見せかけた早いリスタートを行ない、チームメイトとのパス交換でゴール前に侵入してネットを揺らした。試合終了間際の89分に追いつかれたが、PK戦を5-4で制して勝ち上がりを決めた。コパ・リベルタドーレスの準決勝ではウニベルシダ・デ・チレ（チリ）を下し、決勝はコリンチャンス（ブラジル）との対戦となった。しかし、2試合合計1-3で敗れ、7月4日の2ndレグ終了直後に現役引退宣言を行なった。この時34歳であり、プレーする気力がなくなったことを退団の理由に挙げた。8月8日のコパ・アルヘンティーナ決勝はリケルメ不在のまま行われたが、ボカはラシン・クルブに2-1で勝利して優勝した。2012年前半にはフリオ・セサル・ファルシオーニ監督との不仲が取り沙汰された。

#### 2012-13シーズン
2012年10月にはオーストラリア・Aリーグのメルボルン・ハートやウェスタン・シドニー・ワンダラーズFCがリケルメ獲得に興味を持っていると報じられたが、代理人のダニエル・ボロトニコフは報道を否定した。2013年1月5日にはメジャーリーグサッカーのチーヴァスUSA加入間近と報じられた。1月中旬にはビアンチが再びボカ監督に就任したため、リケルメのボカ復帰も取りざたされた。ブラジルのSEパルメイラスへの移籍もうわさされたが、パルメイラスのパウロ・ノブレ会長は移籍金の額や契約条件などを理由にリケルメ獲得から手を引いた。1月26日、リケルメはサッカー界に未練がないことを明らかにしたが、1月下旬にはアルヘンティノス やティグレ 加入の可能性が報じられた。2月3日にはティグレのオファーを受け入れたと報じられたが、2月4日にはボカ復帰に備えてビアンチ監督と接触していると報じられた。
2013年2月8日、ボカ復帰が発表された。

### アルヘンティノス・ジュニアーズ
2014年7月、ユース時代を過ごしたAAアルヘンティノス・ジュニアーズに移籍することが決定した。
2015年1月25日、現役引退を表明した。

## 代表経歴

### 世代別代表

#### 南米ユース選手権とFIFAワールドユース選手権
1995年8月、ユース代表監督に就任したホセ・ペケルマンによってアルゼンチン世代別代表に招集された。1997年にはペケルマン監督によって南米ユース選手権に出場するメンバーに選出され、リケルメは全9試合に出場して3得点を挙げた。アルゼンチンは過去30年間で2度目の優勝を飾り、リケルメ、ワルテル・サムエル、パブロ・アイマールは記者選出の大会ベストイレブンに選出された。この優勝で同年のFIFAワールドユース選手権出場権を獲得。マレーシアで行なわれた大会ではアルゼンチン代表のキャプテンを務め、グループリーグ全3試合に出場した。初戦のハンガリー戦 (3-0) では50分に得点し、2戦目のカナダ戦 (2-1) では55分に決勝点を挙げた。最終戦のオーストラリア戦では88分にPKを決めて3-3の同点に追いついたが、試合終了間際に失点して3-4で敗れた。アルゼンチンはグループ2位で決勝トーナメント進出を決め、決勝トーナメント1回戦のイングランド戦 (2-1) では10分にPKで得点した。準々決勝のブラジル戦には2-0で勝利し、準決勝のアイルランド共和国戦には1-0で勝利した。決勝ではウルグアイを2-1で下し、アルゼンチンは3回目の優勝を飾った。リケルメは4得点を挙げ、アルゼンチン代表はFIFAフェアプレー賞を受賞した。1998年5月にはフランスで開催されたトゥーロン国際大会に出場。U-20アルゼンチン代表は決勝でフランスを破って優勝し、リケルメは大会最優秀選手に輝いた。

#### 北京オリンピック

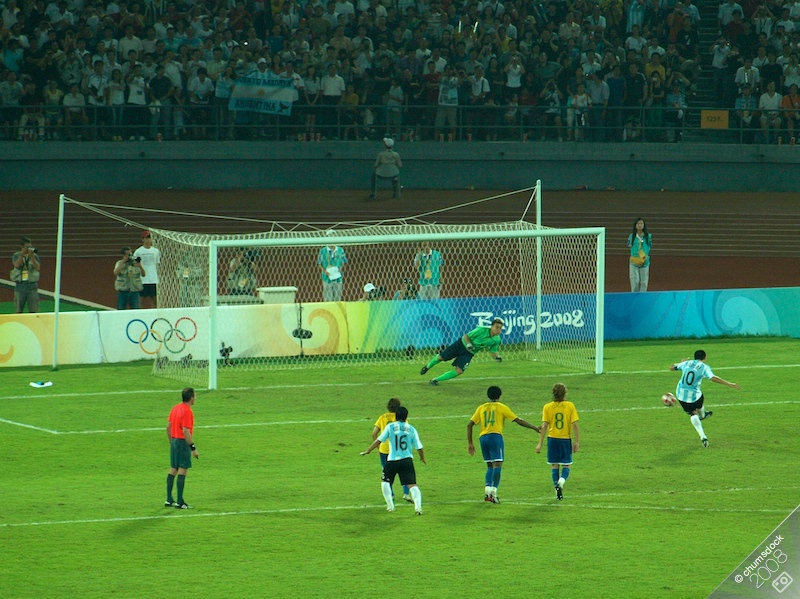
北京オリンピックのブラジル戦でPKを蹴るリケルメ

2008年、U-23アルゼンチン代表のセルヒオ・バティスタ監督は、北京オリンピックに出場するアルゼンチン代表にオーバーエイジ (OA) としてリケルメの招集を決定し、キャプテンを任された。オーバーエイジ枠にはリケルメの他にハビエル・マスチェラーノとニコラス・パレハが選出され、その他にはリオネル・メッシやセルヒオ・アグエロやアンヘル・ディ・マリアなどが出場した。8月7日に行なわれたグループリーグ初戦のコートジボワール戦 (2-1) 、2戦目のオーストラリア戦 (1-0) にはフル出場したが、消化試合となった最終戦のセルビア戦 (2-0) には出場せず、マスチェラーノがキャプテンマークを巻いた。準々決勝ではオランダに2-1で勝利し、準決勝のブラジル戦 (3-0) ではアグエロが2得点した後、76分にリケルメがPKで駄目押しとなる3点目を決めた。8月23日、北京国家体育場（鳥の巣）に89,102人の観客が詰めかけた決勝でナイジェリアと対戦。1-0で勝利し、アルゼンチンはアテネオリンピックに続いて大会2連覇を果たした。

### A代表
1997年11月、ダニエル・パサレラ監督によってアルゼンチンA代表に初招集され、11月16日、1998 FIFAワールドカップ・南米予選最終節のコロンビア戦 (1-1) で試合終了間際に出場してデビューを飾った。この試合はボカの本拠地であるラ・ボンボネーラで行なわれている。リケルメはフランスで開催された1998 FIFAワールドカップの出場メンバー入りは逃した。

#### コパ・アメリカ1999
1999年7月にはパラグアイで開催されたコパ・アメリカ1999のメンバーに選出され、背番号22番を背負った。なお、この時のメンバーにはボカからリケルメ、ウーゴ・イバーラ、ワルテル・サムエル、ギジェルモ・バロスケロット、マルティン・パレルモ、ディエゴ・カーニャの6人が選出された。グループリーグ初戦のエクアドル戦では試合終了間際までプレーし、3-1で勝利。2戦目のコロンビア戦にはフル出場したが、後半に3失点して0-3で敗れた。最終戦のウルグアイ戦にもフル出場して2-0で勝利し、アルゼンチンは勝ち点6のグループ2位で決勝トーナメント進出を決めた。準々決勝のブラジル戦にもフル出場し、アルゼンチンは32分まで1-0でリードしていたが、最終的には1-2で敗れた。
2003年4月30日、トリポリで行なわれたリビアとの親善試合 (3-1) で代表初得点を挙げた。2004年11月17日、2006 FIFAワールドカップ・南米予選のベネズエラ戦 (3-2) で代表2点目を決めた。2005年6月8日にブエノスアイレスで行なわれた同予選・ブラジル戦でも1得点して3-1の勝利に貢献した。同年10月9日に行なわれた南米予選のペルー戦 (2-0) では、81分にPKで代表7点目を決めた。11月16日にドーハで行なわれたカタールとの親善試合 (1-0) で代表8点目を決めた。

#### FIFAコンフェデレーションズカップ2005
2005年、ホセ・ペケルマン監督によってFIFAコンフェデレーションズカップ2005に出場するメンバーに選出され、背番号8番を渡された。グループリーグ初戦のチュニジア（アフリカ代表）戦 (2-1) では33分にPKで先制点を挙げ、2戦目のオーストラリア（オセアニア代表）戦 (4-2) でも31分にPKを決めた。最終戦のドイツ（開催国）戦 (2-2) では33分に同点ゴールを決め、アルゼンチンは勝ち点7のグループ首位タイで決勝トーナメント進出を決めた。準決勝ではメキシコ（北中米カリブ海代表）と対戦。延長を終えて1-1の同点であり、リケルメはPK戦の1番手としてキックを成功させた。アルゼンチンはPK戦に6-5で勝利し、決勝進出を決めた。フランクフルトのヴァルトシュタディオンで行なわれた決勝のブラジル（南米代表）戦にはフル出場したが、アルゼンチンは1-4で敗れて準優勝に終わった。ブラジルのアドリアーノが得点王とゴールデン・ボール（最優秀選手賞）を受賞し、リケルメはシルバー・ボール（最優秀選手賞次点）を受賞した。

#### 2006 FIFAワールドカップ
2006年、ドイツで開催される2006 FIFAワールドカップのメンバーに選出され、敬愛するディエゴ・マラドーナも背負っていた背番号10番をA代表で初めて与えられた。グループCにはアルゼンチン、オランダ、コートジボワール、セルビア・モンテネグロが同居し、「死の組」と呼ばれた。初戦のコートジボワール戦ではハビエル・サビオラの得点をアシストし、93分にアイマールとの交代でピッチから退いた。2戦目のセルビア・モンテネグロ戦にはフル出場して6-0の圧勝に貢献。アルゼンチンは試合中に24本連続のパス成功を記録し、リケルメはエステバン・カンビアッソの得点の起点となった以外にも、素早いリスタートでエルナン・クレスポの得点の起点となり、国際サッカー連盟 (FIFA) によってマン・オブ・ザ・マッチに選出された。オランダ代表戦はスコアレスドローに終わり、リケルメ自身は80分にアイマールと交代したが、アルゼンチンは勝ち点7のグループ首位で決勝トーナメント進出を決めた。自身の28回目の誕生日（6月24日）に行なわれた決勝トーナメント1回戦では、メキシコと対戦。6分に先制点を許したが、10分にコーナーキックでクレスポの得点をアシストした。試合は延長戦までもつれたが、98分にマキシ・ロドリゲスが美しいボレーシュートを決めてアルゼンチンが勝利した。準々決勝では開催国のドイツと対戦し、49分にコーナーキックでロベルト・アジャラの得点をアシスト。72分にカンビアッソと交代したが、その数分後に同点ゴールを許し、アルゼンチン代表はPK戦の末に敗れた。自身は5アシストを記録し、大会のアシストランキング1位となった。
2006年にはアルフィオ・バシーレ新監督によってアルゼンチン代表のキャプテンに任命された。ブラジル戦に0-3で敗れると、キャプテンのリケルメが強い批判を浴び、母親が体調を崩して2度も入院したため、「何よりも大事なのは家族」と述べて9月13日に代表引退を発表した。この時点では通算37試合出場8得点を記録していた。

#### コパ・アメリカ2007

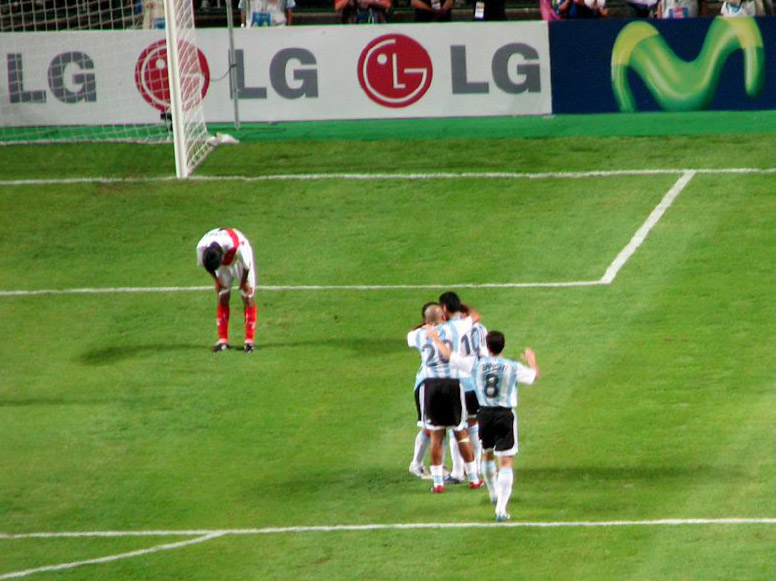
コパ・アメリカ2007のペルー戦でゴールを祝うリケルメ (背番号10)

2007年6月26日、バシーレ監督によりベネズエラで開催されるコパ・アメリカ2007に出場するメンバーに選出された。グループリーグ初戦は招待国のアメリカ戦となり、アルゼンチンは4-1で勝利。2戦目のコロンビア戦 (4-2) では34分にヘディングで、45分に直接フリーキックで得点し、アルゼンチンの勝利に貢献した。最終戦のパラグアイ戦にも勝利し、3戦全勝でグループリーグ突破を決めた。準々決勝ではペルーと対戦し、後半だけで再び2得点を挙げたほか、61分にはメッシの得点をアシストした。準決勝では招待国のメキシコと対戦し、45分にガブリエル・エインセの得点をアシストし、65分にはPKで駄目押しとなる得点を挙げ、3-0の勝利に貢献した。決勝ではブラジルに敗れたものの大会を通じて5得点を記録し、ロビーニョ（ブラジル）に次いで得点ランキングの2位となった。

#### 2010 FIFAワールドカップ
2007-08シーズン序盤はビジャレアルで冷遇されており、公式戦への出場はゼロだったにも関わらず代表に招集されると、10月13日に行なわれた2010 FIFAワールドカップ・南米予選初戦のチリ戦 (2-0) では直接フリーキックから2得点し、アルゼンチンは幸先よいスタートを切った。11月17日の同予選・ボリビア戦 (3-0) では再び2得点を挙げた。2008年10月のマラドーナ監督就任後も中心選手の役割を担ったが、2009年3月にはマラドーナ監督にテレビ番組でプレーを批判され、監督との意見の不一致から代表引退を表明した。

#### 2010年以後
2010年夏にはセルヒオ・バティスタ監督が就任し、リケルメの招集に前向きな発言を残したが、2011年7月に解任されるまでに代表復帰には至らなかった。2011年7月にはアレハンドロ・サベーラ監督が就任。2011年8月、サベーラ監督は初采配試合となるスーペルクラシコ・デ・ラス・アメリカスのブラジル戦に向け、国内リーグ所属選手のみで構成されたアルゼンチン代表にリケルメを招集した。約2年ぶりの代表復帰となったが、クラブの試合で負傷して代表を離脱した。

## 現役引退後
2019年12月に行われるボカ・ジュニアーズの会長選挙には、マウリシオ・マクリ前会長（当時アルゼンチン大統領）の腹心である現職のダニエル・アンジェリッシ会長とその対立勢力である元会長のホルヘ・アモール・アメアル、元副会長のホセ・ベラルディの三者が立候補していた。マクリ前会長とその側近であった現執行部（マクリ派）との確執から引退後はボカ・ジュニアーズと距離を置いていたリケルメは、アメアル支持を表明し、アメアル当選の暁には第二副会長として入閣することが内定し、アメアル陣営として選挙戦に関わった。かつてのアイドルであるリケルメを擁するアメアル派は急速に支持を伸ばし、またアンジェリッシの後ろ盾であったマクリも2019年10月28日のアルゼンチン大統領選挙に敗れて退陣していたことも追い風となり、12月8日の会長選挙で52.8％の支持を得たアメアルが当選を果たした。新会長にはアメアルが就任し、第一副会長にはジャーナリスト兼プロデューサーのマリオ・ペルゴーニ（渉外担当）、第二副会長にリケルメが就任した（競技部門担当）。
競技部門のトップとして、現場における全権を得たリケルメは、下部組織の強化を図る反面、トップチームの成績は19-20シーズンおよび22シーズンこそ優勝したものの、21と23シーズンは4位と7位と低迷し、また期待された2007年以来のコパ・リベルタドーレスの優勝からも遠ざかった（2023シーズンは準優勝）。また監督人事にも失敗し、リケルメがトップとなってからの4年間で毎年のように監督が挿げ替えられた。2023年12月に行われるボカ・ジュニアーズの会長選挙では、現職のアメアルの後継としてリケルメが立候補。一方、リケルメと確執のあるマクリも対抗馬としてアンドレス・イバーラを擁立し、両者の決選投票となった。12月17日に行われた投票でリケルメが64％の得票率を得てイバーラを破り、新会長に選出された。

## 人物
1男2女の父親である。憧れの選手はディエゴ・マラドーナとジネディーヌ・ジダンであり、パブロ・アイマールと仲が良い。ラテン音楽であるクンビアを愛聴している。
ゴール後にはトッポ・ジージョポーズ（耳に手を当てる動作）のゴールパフォーマンスをする。このポーズの由来には「娘が好きだから」という説と「ファンの声が聞こえるか」という説がある。ボカ在籍時にはマウリシオ・マクリ会長と対立しており、後者の説はファンは自分の味方であるとして会長を挑発しているというものである。
2022 FIFAワールドカップ・準々決勝のアルゼンチン代表とオランダ代表の一戦で、得点を決めたメッシが、このパフォーマンスをオランダ代表のベンチへ披露した。オランダ代表監督であったファン・ハールが、試合前にメッシを軽視する発言をしたことに加え、前述のバルセロナ時代にリケルメを冷遇したことへの反撃として行ったとみられている。

## 個人成績
| 所属クラブ   | 所属クラブ                | 所属クラブ   | 国内リーグ | 国内リーグ | 国内カップ       | 国内カップ       | 国際カップ | 国際カップ | 合計 | 合計 |
| シーズン     | クラブ                    | リーグ       | 出場       | 得点       | 出場             | 得点             | 出場       | 得点       | 出場 | 得点 |
| アルゼンチン | アルゼンチン              | アルゼンチン | リーグ     | リーグ     | カップ           | カップ           | 南米カップ | 南米カップ | 合計 | 合計 |
| ------------ | ------------------------- | ------------ | ---------- | ---------- | ---------------- | ---------------- | ---------- | ---------- | ---- | ---- |
| 1996-97      | ボカ・ジュニアーズ        | プリメーラ   | 22         | 4          |                  |                  |            |            | 22   | 4    |
| 1997-98      | ボカ・ジュニアーズ        | プリメーラ   | 19         | 0          |                  |                  | 2          | 0          | 21   | 0    |
| 1998-99      | ボカ・ジュニアーズ        | プリメーラ   | 37         | 10         |                  |                  | 5          | 0          | 42   | 10   |
| 1999-2000    | ボカ・ジュニアーズ        | プリメーラ   | 24         | 4          |                  |                  | 16         | 3          | 40   | 7    |
| 2000-01      | ボカ・ジュニアーズ        | プリメーラ   | 27         | 10         |                  |                  | 14         | 3          | 41   | 13   |
| 2001-02      | ボカ・ジュニアーズ        | プリメーラ   | 22         | 10         |                  |                  | 6          | 0          | 28   | 10   |
| 通算         | 通算                      | 通算         | 151        | 38         |                  |                  | 43         | 6          | 194  | 44   |
| スペイン     | スペイン                  | スペイン     | リーグ     | リーグ     | コパ・デル・レイ | コパ・デル・レイ | 欧州カップ | 欧州カップ | 合計 | 合計 |
| 2002-03      | バルセロナ                | ラ・リーガ   | 30         | 3          | 1                | 1                | 11         | 2          | 42   | 6    |
| 2003-04      | ビジャレアル (loan)       | ラ・リーガ   | 33         | 8          | 3                | 1                | 12         | 4          | 48   | 13   |
| 2004-05      | ビジャレアル (loan)       | ラ・リーガ   | 35         | 15         | 0                | 0                | 11         | 2          | 46   | 17   |
| 2005-06      | ビジャレアル              | ラ・リーガ   | 25         | 12         | 1                | 0                | 12         | 2          | 38   | 14   |
| 2006-07      | ビジャレアル              | ラ・リーガ   | 13         | 1          | 0                | 0                | -          | -          | 13   | 1    |
| 通算         | 通算                      | 通算         | 136        | 39         | 5                | 2                | 46         | 10         | 187  | 51   |
| アルゼンチン | アルゼンチン              | アルゼンチン | リーグ     | リーグ     | カップ           | カップ           | 南米カップ | 南米カップ | 合計 | 合計 |
| 2007         | ボカ・ジュニアーズ (loan) | プリメーラ   | 15         | 2          |                  |                  | 11         | 8          | 26   | 10   |
| 2007-08      | ボカ・ジュニアーズ        | プリメーラ   | 10         | 1          |                  |                  | 10         | 4          | 20   | 5    |
| 2008-09      | ボカ・ジュニアーズ        | プリメーラ   | 28         | 5          |                  |                  | 7          | 4          | 35   | 9    |
| 2009-10      | ボカ・ジュニアーズ        | プリメーラ   | 24         | 3          |                  |                  | 2          | 0          | 26   | 3    |
| 2010-11      | ボカ・ジュニアーズ        | プリメーラ   | 13         | 4          |                  |                  |            |            | 13   | 4    |
| 2011-12      | ボカ・ジュニアーズ        | プリメーラ   | 21         | 4          | 2                | 1                | 9          | 3          | 32   | 8    |
| 通算         | 通算                      | 通算         | 111        | 19         | 2                | 1                | 39         | 19         | 152  | 39   |
| 通算         | アルゼンチン              | アルゼンチン | 262        | 57         | 2                | 1                | 82         | 25         | 346  | 83   |
| 通算         | スペイン                  | スペイン     | 136        | 39         | 5                | 2                | 46         | 10         | 187  | 51   |
| 通算         | 通算                      | 通算         | 398        | 96         | 7                | 3                | 128        | 35         | 533  | 134  |

## 代表歴

### 出場大会
- アルゼンチン代表
  - 2006 FIFAワールドカップ

### 試合数
- 国際Aマッチ 51試合 17得点（1997年-2008年）[90]

| アルゼンチン代表 | 国際Aマッチ | 国際Aマッチ |
| 年               | 出場        | 得点        |
| ---------------- | ----------- | ----------- |
| 1997             | 1           | 0           |
| 1998             | 0           | 0           |
| 1999             | 5           | 0           |
| 2000             | 0           | 0           |
| 2001             | 0           | 0           |
| 2002             | 1           | 0           |
| 2003             | 3           | 1           |
| 2004             | 6           | 1           |
| 2005             | 13          | 6           |
| 2006             | 8           | 0           |
| 2007             | 9           | 9           |
| 2008             | 5           | 0           |
| 通算             | 51          | 17          |

### 得点
| #   | 日付           | 場所               | 対戦相手       | 最終 スコア | 勝敗 | 大会                                 |
| --- | -------------- | ------------------ | -------------- | ----------- | ---- | ------------------------------------ |
| 1.  | 2003年4月30日  | トリポリ           | リビア         | 3-1         | ○    | 親善試合                             |
| 2.  | 2004年11月17日 | ブエノスアイレス   | ベネズエラ     | 3-2         | ○    | 2006 FIFAワールドカップ・南米予選    |
| 3.  | 2005年6月8日   | ブエノスアイレス   | ブラジル       | 3-1         | ○    | 2006 FIFAワールドカップ・南米予選    |
| 4.  | 2005年6月15日  | ケルン             | チュニジア     | 2-1         | ○    | FIFAコンフェデレーションズカップ2005 |
| 5.  | 2005年6月18日  | ニュルンベルク     | オーストラリア | 4-2         | ○    | FIFAコンフェデレーションズカップ2005 |
| 6.  | 2005年6月21日  | ニュルンベルク     | ドイツ         | 2-2         | △    | FIFAコンフェデレーションズカップ2005 |
| 7.  | 2005年10月9日  | ブエノスアイレス   | ペルー         | 2-0         | ○    | 2006 FIFAワールドカップ・南米予選    |
| 8.  | 2005年11月16日 | ドーハ             | カタール       | 3-0         | ○    | 親善試合                             |
| 9.  | 2007年7月2日   | マラカイボ         | コロンビア     | 4-2         | ○    | コパ・アメリカ2007                   |
| 10. | 2007年7月2日   | マラカイボ         | コロンビア     | 4-2         | ○    | コパ・アメリカ2007                   |
| 11. | 2007年7月8日   | バルキシメト       | ペルー         | 4-0         | ○    | コパ・アメリカ2007                   |
| 12. | 2007年7月8日   | バルキシメト       | ペルー         | 4-0         | ○    | コパ・アメリカ2007                   |
| 13. | 2007年7月11日  | プエルト・オルダス | メキシコ       | 3-0         | ○    | コパ・アメリカ2007                   |
| 14. | 2007年10月13日 | ブエノスアイレス   | チリ           | 2-0         | ○    | 2010 FIFAワールドカップ・南米予選    |
| 15. | 2007年10月13日 | ブエノスアイレス   | チリ           | 2-0         | ○    | 2010 FIFAワールドカップ・南米予選    |
| 16. | 2007年11月17日 | ブエノスアイレス   | ボリビア       | 3-0         | ○    | 2010 FIFAワールドカップ・南米予選    |
| 17. | 2007年11月17日 | ブエノスアイレス   | ボリビア       | 3-0         | ○    | 2010 FIFAワールドカップ・南米予選    |

## タイトル

### クラブ
ボカ・ジュニアーズ
- アルゼンチン・プリメーラ・ディビシオン (5) : 1998-99A, 1998-99C, 2000-01A, 2008-09A, 2011-12A
- コパ・リベルタドーレス (3) : 2000, 2001, 2007
- インターコンチネンタルカップ (1) : 2000
- レコパ・スダメリカーナ (1) : 2008
- コパ・アルヘンティーナ (1) : 2011-12

ビジャレアル
- UEFAインタートトカップ (2) : 2003, 2004

### 代表
U-20アルゼンチン代表
- 南米ユース選手権 (1) : 1997
- FIFAワールドユース選手権 (1) : 1997

U-21アルゼンチン代表
- トゥーロン国際大会 (1) : 1998

U-23アルゼンチン代表
- 夏季オリンピック (1) : 2008

### 個人
- トゥーロン国際大会最優秀選手賞 (1) : 1998
- アルゼンチン年間最優秀選手賞 (4) : 2000, 2001, 2008, 2011
- 南米年間最優秀選手賞 (1) : 2001
- コパ・リベルタドーレス2001 決勝ファーストレグ マン・オブ・ザ・マッチ : 2001
- ドン・バロン・アワード 最優秀外国人選手賞 (1) : 2004-05
- マルカ紙選出 もっとも芸術的な選手 (1) : 2005
- FIFAコンフェデレーションズカップシルバーボール (1) : 2005
- 2006 FIFAワールドカップ アシスト王
- コパ・リベルタドーレス2007 決勝ファーストレグ マン・オブ・ザ・マッチ
- コパ・リベルタドーレス2007 決勝セカンドレグ マン・オブ・ザ・マッチ
- コパ・リベルタドーレス 週間最優秀選手 : 2012年5月8-10日
- オレ紙選出 最優秀MF賞 : 2012
- オレ紙選出 最優秀アルゼンチン人選手賞 : 2012
- コパ・リベルタドーレス 歴代ベストイレブン